# Várda
Várda é um município da Hungria, situado no condado de Somogy. Tem 10,36 km² de área e sua população em 2019 foi estimada em 466 habitantes.